# Samuel Ichiye Hayakawa
Samuel Ichiye Hayakawa (Vancouver, 18 de julho de 1906 — Greenbrae, 27 de fevereiro de 1992) foi um acadêmico e político estadunidense.
Foi educado nas escolas públicas de Calgary e Winnipeg, no Canadá. Recebeu a sua licenciatura na Universidade de Manitoba, em 1927; e graduação em Inglês pela Universidade McGill, em 1928, e pela Universidade de Wisconsin-Madison, em 1935.
Lecionou língua inglesa e foi presidente da Universidade do Estado de São Francisco. Membro do Partido Republicano, foi senador dos Estados Unidos pelo estado da Califórnia de 1977 a 1983.